# Kütahya
Kütahya es un distrito y una ciudad situada en la región del Egeo, al oeste de Turquía, y la capital de la provincia de Kütahya. Cuenta con una población de 212 934 habitantes (2007).
La región de Kütahya cuenta con pequeñas colinas dedicadas a la agricultura que, al norte y al oeste, se elevan hasta convertirse en altas montañas.

## Historia
Los orígenes de Kütahya se remontan al tercer milenio a. C., cuando se estableció un importante lugar de paso en la ruta desde la región del Mármara hasta Mesopotamia. Se conocía como Cotieo (del nombre griego Κοτύαιον) o Cotiæum (forma latinizada que mantiene como diócesis católica titular), "la ciudad de Cotis". En el siglo XII a. C., se incorporó a Frigia, convirtiéndose en una de las ciudades más importantes del reino.
La ciudad pasó a formar parte de la provincia romana de Frigia Salutaris. A partir del siglo II, se consideró un centro de herejía. Sócrates (IV, xxviii) habló de Novaciano, obispo de la provincia. Al principio obispo sufragáneo de Synnada, se convirtió en arzobispo autocéfalo, probablemente en el siglo VIII. Hacia el siglo X aparece como metrópolis con tres sedes sufragantes, las cuales aumentaron posteriormente a trece. Le Quien (I, 851) menciona a diez obispos, el último en el siglo XIV. El primero fue Ciro, enviado por Teodosio II, después de que la población hubiese matado a cuatro obispos.
En el año 1071, fue conquistada por los selyúcidas, aunque hacia 1095 pasó a manos de los cruzados. En 1182, los selyúcidas la reconquistaron.
En 1302, se convirtió en capital del principado de Germiyan, y en 1402 fue conquistada y saqueada por Tamerlán. En 1428 pasó a formar parte del Imperio otomano. En 1514, el sultán Selim I trasladó a los ceramistas de Tabriz a Kütahya y a İznik tras vencer a los persas. Gracias a ello, Kütahya ganó importancia como centro de la industria ceramista otomana, produciendo azulejos y fayenza para mezquitas, iglesias y edificios oficiales de todo Oriente Próximo.
En el siglo XIX, con el rápido crecimiento de Eskişehir, Kütahya perdió gran parte de su importancia económica regional. Hacia comienzos del siglo XX la población del lugar, por entonces perteneciente al valiato de Hüdavendigâr, se estimaba en unos 22 000 habitantes.

## Economía
La industria de Kütahya tiene una larga tradición. Kütahya es conocida por sus productos de kiln, como los azulejos y la cerámica, vidriado y multicolor. Entre la industria moderna que se encuentra en Kütahya destaca el refinado de azúcar, el curtido, el procesado de nitrato, así como diferentes productos de espuma de mar, que se extrae cerca de la ciudad. La producción agrícola incluye los cereales, la fruta y la remolacha azucarera. La ganadería también es de gran importancia. Cerca de Kütahya existen minas donde se extrae lignito.
Kütahya está conectado por ferrocarril y carretera con Balıkesir (a 250 km al oeste), Konya (a 450 km al sureste), Eskişehir (a 70 km al noreste) y Ankara (a 300 km al este).

## Cultura
Los barrios antiguos de Kütahya cuentan con edificaciones tradicionales otomanas hechas de madera y estuco. Algunos de los mejores ejemplos se encuentran en Germiyan Caddesi.
La ciudad conserva algunas ruinas antiguas, un castillo bizantino y una iglesia. Durante los últimos siglos, Kütahya ha sido conocida por su loza turca, algunos de cuyos objetos se encuentran en Estambul. El Museo Arqueológico de Kütahya cuenta con una interesante colección de objetos artísticos y culturales de la zona.

## Educación
En la ciudad se encuentran el campus principal y el de Germiyan de la Universidad Kütahya Dumlupınar (en inglés).

## Personas notables
- Esopo: antiguo escritor griego de fábulas, se cree que nació en la ciudad.
- Evliya Çelebi: escritor y viajero otomano.
- Lajos Kossuth: abogado, político y presidente regente del reino de Hungría en 1849.
- Komitas Vardapet: etnomusicólogo, compositor y sacerdote armenio (nacido en Kütahya, vivió aquí los años de su infancia).
- Aydilge Sarp (en inglés): cantante.